# La Mesa (Campo Elías)
Pour les articles homonymes, voir La Mesa.
La Mesa est l'une des sept paroisses civiles de la municipalité de Campo Elías dans l'État de Mérida au Venezuela. Sa capitale est La Mesa.